# Gul stockros
Gul stockros (Alcea rugosa) är en malvaväxtart som beskrevs av Friedrich Christoph Wilhelm Alefeld. Enligt Catalogue of Life ingår Gul stockros i släktet stockrosor och familjen malvaväxter, men enligt Dyntaxa är tillhörigheten istället släktet stockrosor och familjen malvaväxter. Arten förekommer tillfälligt i Sverige, men reproducerar sig inte. Inga underarter finns listade i Catalogue of Life.

## Bildgalleri

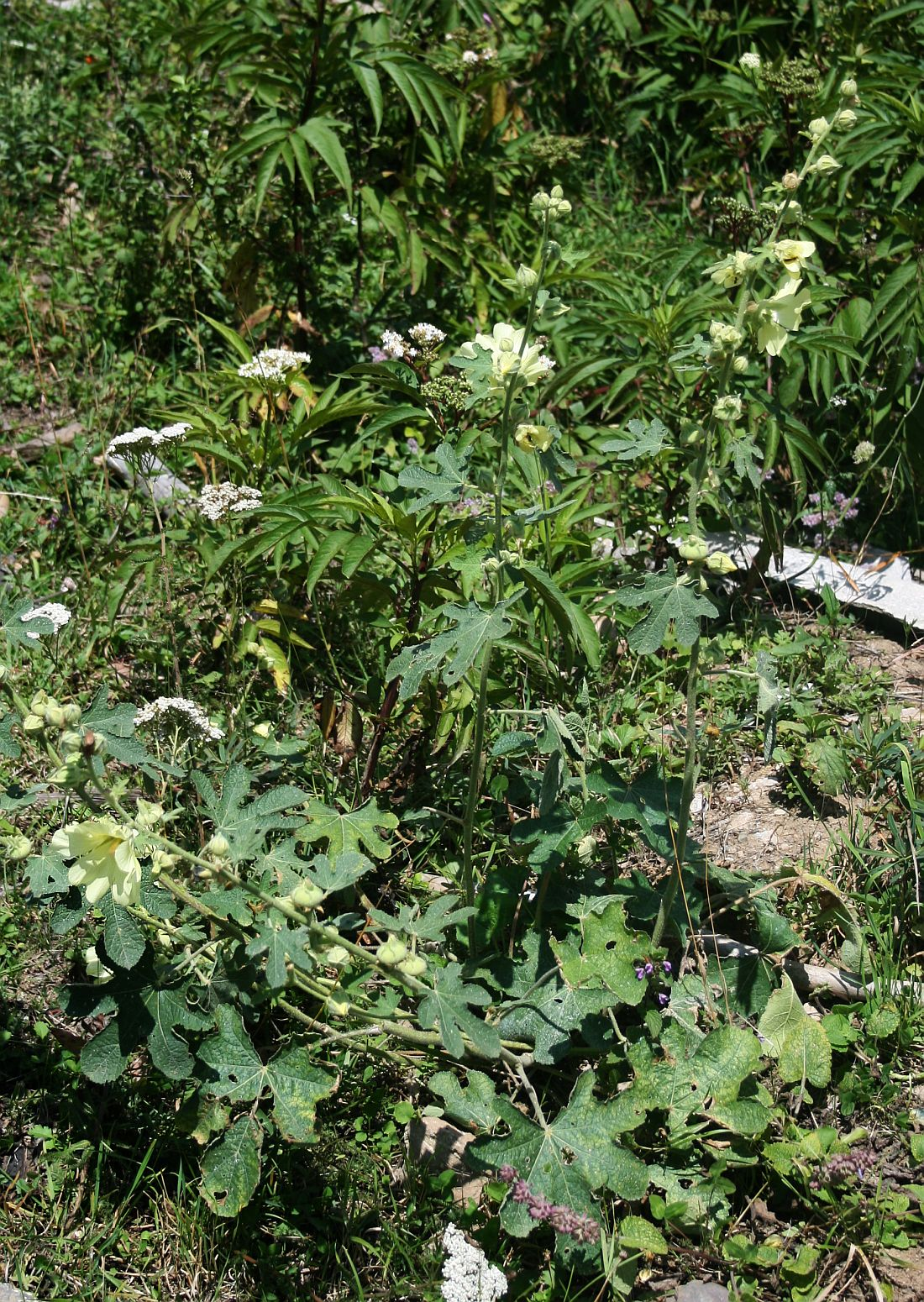
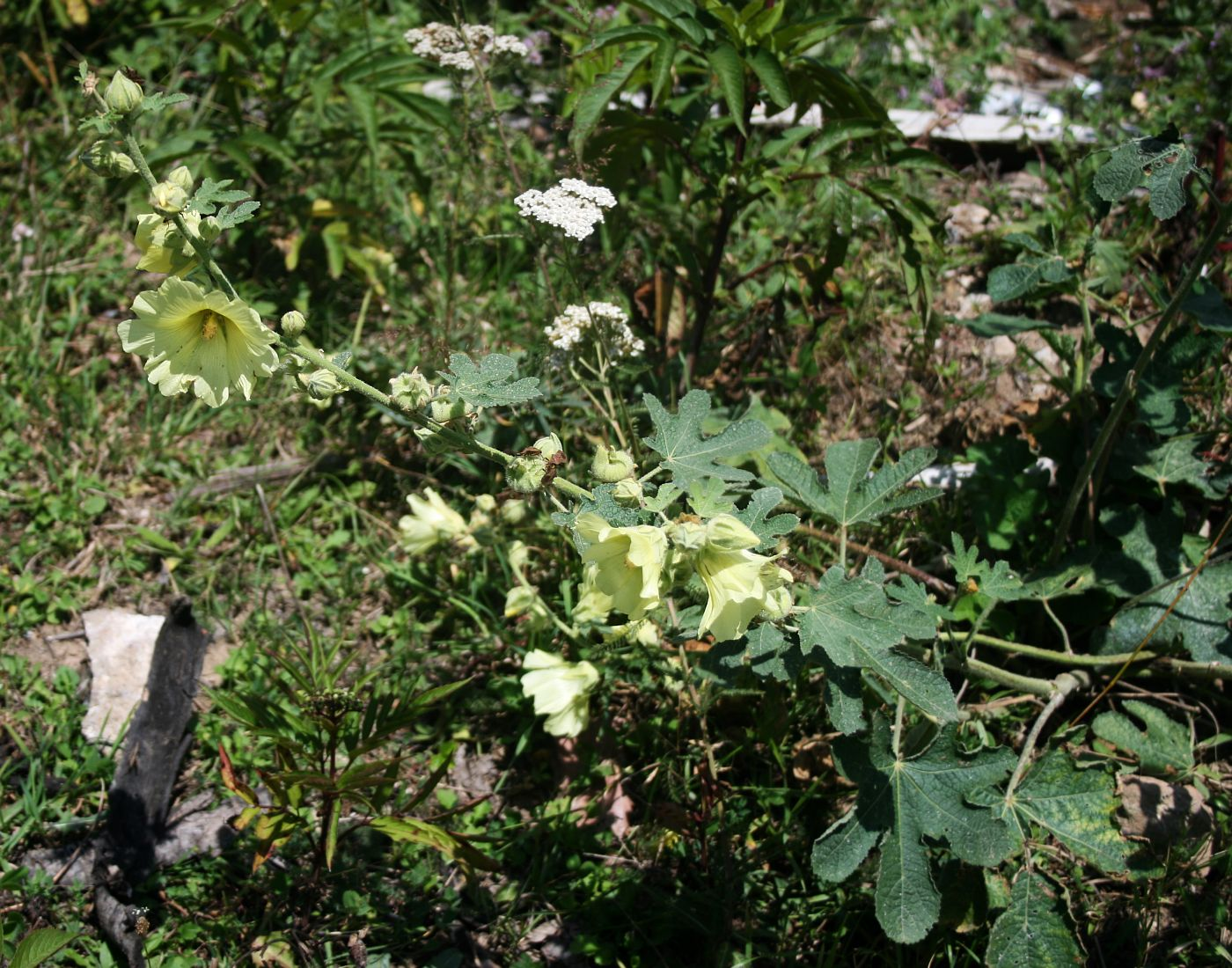
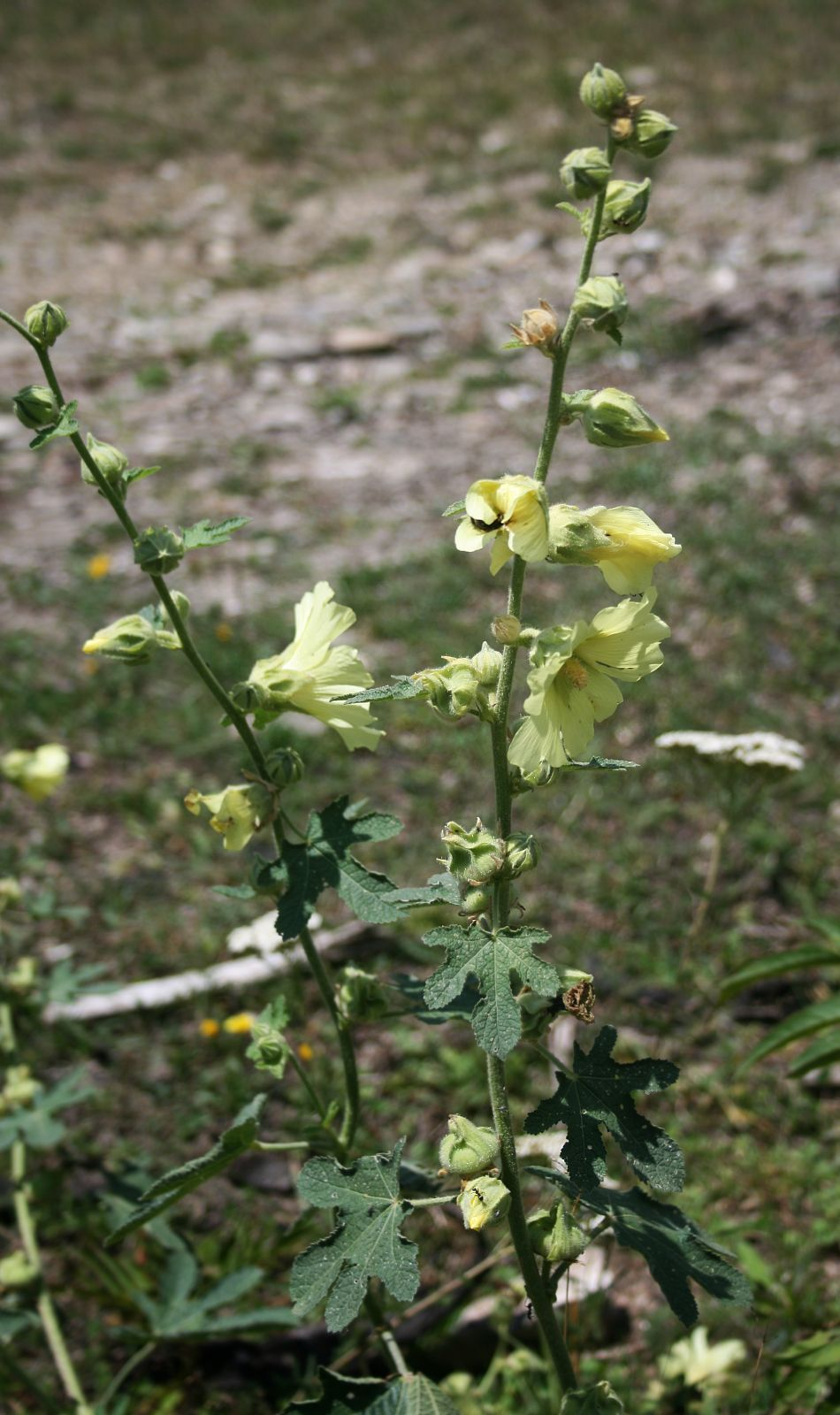
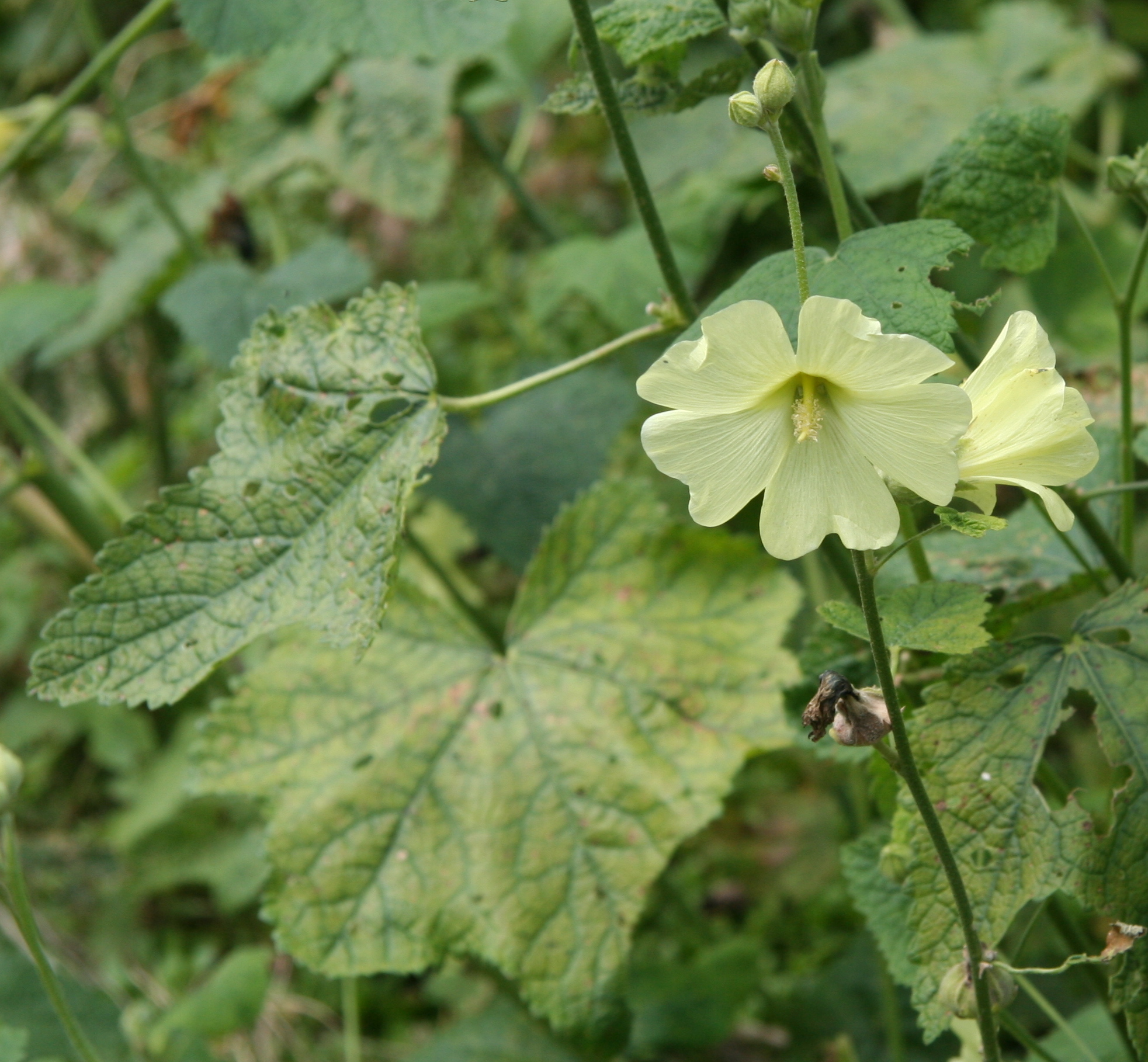
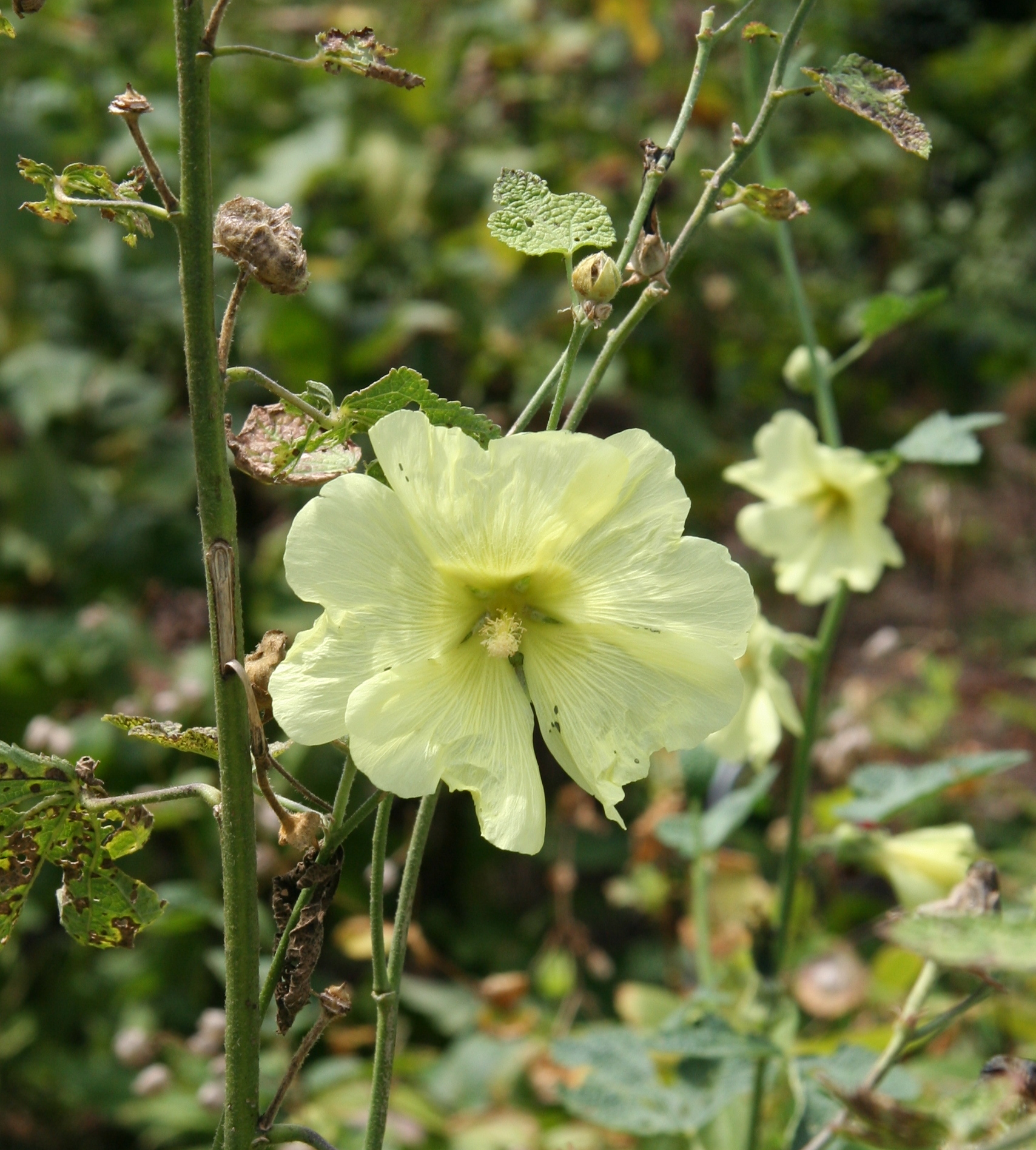